# Wohn- und Geschäftshaus Ernst August Große
Das Wohn- und Geschäftshaus Ernst August Große steht im Stadtteil Niederlößnitz der sächsischen Stadt Radebeul, in der Zillerstraße 15 nördlich vom Zillerplatz. Es wurde 1897/1898 durch die Lößnitz-Baumeister Gebrüder Ziller für den Ortsrichter Ernst August Große aus der Familie Große entworfen.

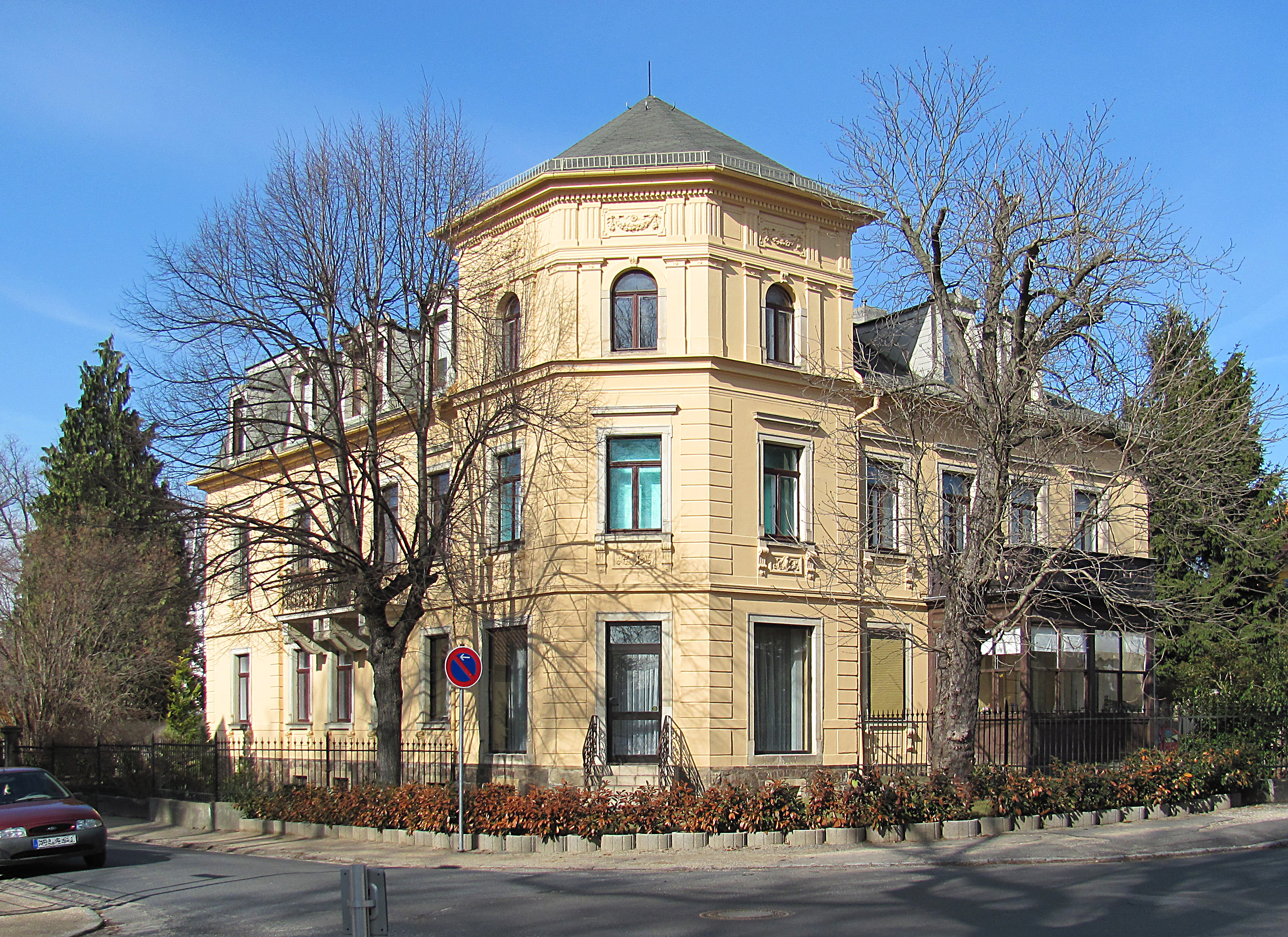
Eckhaus Zillerstraße 15

## Beschreibung

Blick auf den nördlichen Teil der Zillerstraße mit dem Wohn- und Geschäftshaus von Ernst August Große und noch vielen unbebauten Grundstücken. Links der Litfaßsäule liegt der Zillerplatz. Ansichtskarte gestempelt 1901.

Zillerplatz, Ansichtskarte von 1908. Blick nach Norden auf das Wohn- und Geschäftshaus von Ernst August Große, das ehemalige Kaufhaus Schulz (li.) und das Landhaus Zillerstraße 16 (re.)

Das unter Denkmalschutz stehende Wohn- und Geschäftsgebäude steht auf einem Eckgrundstück Zillerstraße/Winzerstraße an der nordwestlichen Ecke des Zillerplatzes. Mittig zur Straßenecke ausgerichtet steht ein fünfeckiger, dreigeschossiger Turm mit Kniestock und Zeltdach. Im Erdgeschoss des turmartigen Baukörpers befand sich der Laden, auf der abgefasten Ecke der Ladeneingang mit einer Freitreppe mit Eisengeländern.
Nach Norden und nach Westen erstrecken sich die beiden zweigeschossigen Flügel, die einen fast geschlossenen Baukörper ergeben. Er steht auf einem Bruchsteinsockel mit Sandstein-Einfassungen, obenauf befindet sich ein ausgebautes, abgeplattetes Walmdach. In der nördlichen Straßenansicht zur Zillerstraße steht eine hölzerne, eingeschossige Veranda mit einem Austritt obenauf, im Dach stehen zwei sandsteingefasste Dachgauben. In der Straßenansicht zur Winzerstraße steht am Westende ein einachsiger Seitenrisalit mit einem Pyramidenstumpfdach, in der Mitte der Ansicht hängt ein Balkon mit Eisengittern, gestützt durch Sandsteinkonsolen. Im Dach stehen vier sandsteingefasste Dachgauben.
Die Fassaden des Putzbaus sind noch fast im Originalzustand. Sie werden umfänglich gegliedert durch Eckquaderungen, Gesimse und Bänder, Putzflächen werden durch Ornamentik verziert. Der Kniestock des Eckturms zeigt Triglyphen sowie Metopen mit Festons. Die drei Fenster des obersten Turmstockwerks sind rundbogig und stehen zwischen Pilastern, im Gegensatz zu allen anderen, rechteckigen Fenstern. Diese sind durch profilierte Sandsteingewände eingefasst, durch Fensterverdachungen bekrönt und durch kleine Konsolen gestützt.
Der Eckturm mit dem ehemaligen Ladeneingang ist unmittelbar mit dem Bürgersteig verbunden. Rechts und links vor den Seitenflügeln befinden sich Vorgärten, die durch Lanzettzaunfeldern zwischen Eisenpfosten auf einem Sandsteinsockel eingefriedet werden.

## Geschichte
Ernst August Große beantragte im Dezember 1897 den Bau eines Wohnhauses mit Laden auf der Ecke nach einem Entwurf der Gebrüder Ziller. Ob auch die im folgenden Jahr erfolgte Errichtung des Gebäudes durch die Zillersche Baufirma geschah oder durch den Maurermeister Große, ist unklar.
Ein Umbau auf der Rückseite des Westflügels erfolgte 1938 durch den Architekten Max Czopka.